# Mitsubishi SpaceJet
Der Mitsubishi SpaceJet (japanisch 三菱スペースジェット Mitsubishi Supēsu Jetto; bis Juni 2019 Mitsubishi Regional Jet (kurz MRJ; jap. 国産初ジェット旅客機三菱リージョナルジェット kokusan hatsu jettoryokakuki mitsubishi rījonarujetto „Erstes inländisches Düsenverkehrsflugzeug Mitsubishi Regional Jet“)) war ein Projekt für ein zweistrahliges Regionalverkehrsflugzeug für 76 bis 92 Passagiere des japanischen Flugzeugherstellers Mitsubishi Aircraft Corporation, einem Gemeinschaftsunternehmen von Mitsubishi Heavy Industries, Toyota, Sumitomo und Mitsui. Der Mitsubishi SpaceJet stand in Konkurrenz zu den Embraer E-Jets, dem Comac C909, dem Suchoi Superjet 100 und dem Airbus A220. Nachdem das Projekt auf Grund veränderter Marktbedingungen, unter anderem durch die COVID-19-Pandemie, im Jahr 2020 auf unbestimmte Zeit eingefroren worden war, bestätigte Mitsubishi Heavy Industries im Februar 2023 den endgültigen Abbruch der Entwicklung sowie die Stornierung aller Bestellungen.

## Geschichte

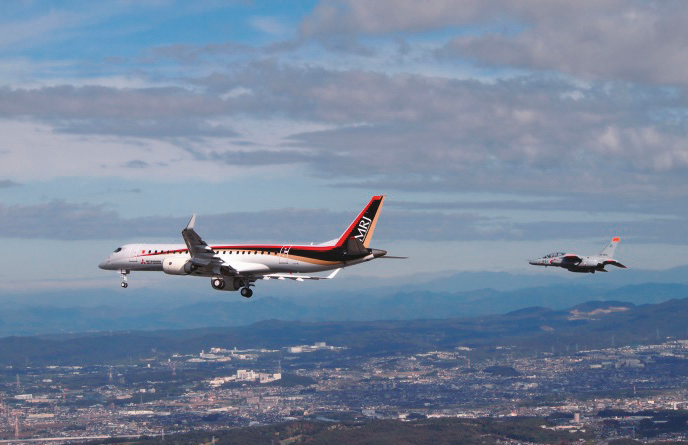
Der erste Prototyp beim Erstflug am 11. November 2015 in Begleitung einer Kawasaki T-4

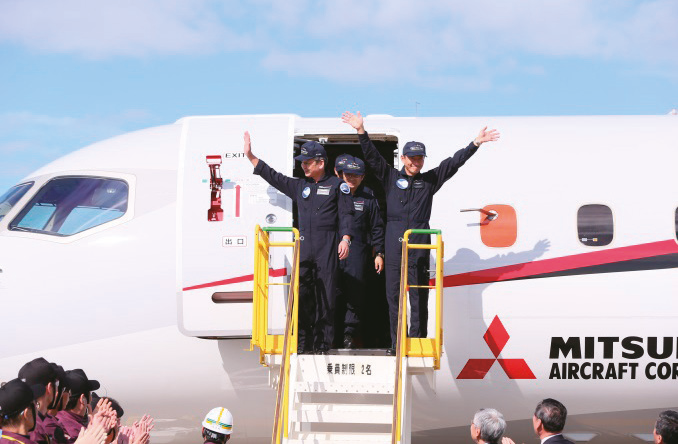
Die Flugbesatzung nach dem Erstflug

Der Mitsubishi SpaceJet war das erste in Japan entwickelte Passagierflugzeug seit der von 1962 bis 1974 gefertigten Turbopropmaschine NAMC YS-11. Die Entwicklung des SpaceJet begann 2003 mit einer Studie im Auftrag des japanischen Wirtschaft- und Industrieministeriums METI für einen 30- bis 50-sitzigen Regionaljet. Der offizielle Programmstart des zwischenzeitlich auf 70 bis 90 Sitze vergrößerten „Mitsubishi Regional Jets“, erfolgte am 28. März 2008 nach einer Bestellung durch All Nippon Airways bei der im selben Jahr gegründeten Mitsubishi Aircraft Corp. (Mitac). Der Bau der ersten Maschine begann am 30. September 2010 mit der Fertigung des Höhenleitwerks. Der Erstflug wurde jedoch auf die zweite Jahreshälfte 2015 verschoben, die erste Auslieferung war für das erste Quartal 2018 geplant. Der Rollout fand am 18. Oktober 2014 statt.
Der Erstflug des ersten Prototyps mit dem Kennzeichen JA21MJ erfolgte am 11. November 2015 von 09:35 Uhr bis 11:02 Uhr (Ortszeit) und führte vom Flughafen Nagoya über die Ostküste Japans ein Stück über den Pazifik und anschließend wieder zurück zum Startflughafen. Bei dem Flug befanden sich die beiden Piloten Yoshiyuki Yasumura und Kazuo Toda sowie drei Test-Ingenieure an Bord. Über 3,2 Millionen Zuschauer verfolgten Start und Landung live über das Internet.
Am 15. Oktober 2015 wurde mit dem Bau des ersten Serienflugzeuges begonnen, das 2018 an All Nippon Airways ausgeliefert werden sollte. Aufgrund der später eingetretenen Programmverzögerung wurde dieses Exemplar jedoch als Testflugzeug genutzt.
Am 23. Januar 2017 gab Mitac bekannt, dass sich die Indienststellung aufgrund notwendiger Änderungen am elektrischen System um zwei Jahre von 2018 auf 2020 verzögern werde. Laut dem Unternehmen wurden die Bestimmungen für die Lage der Kabel des Fly-by-wire-Systems im Flugzeug geändert, welche eine Zulassung durch die Behörden verhindert hätten. Die neue Regelung ist die Folge eines Absturzes einer Boeing 747 im Jahr 1996, bei dem es zum Kurzschluss eines freiliegenden Kabels mit einem anderen metallischen Bauteil kam. Mitac habe nach eigener Aussage bei der Planung des Kabelsystems nicht ausreichend von der Bestimmung gewusst. Im Januar 2018 waren die aufgeführten notwendigen Anpassungen fast abgeschlossen.
Am 13. Juni 2019 wurde das Projekt von „Mitsubishi Regional Jet“ in „Mitsubishi SpaceJet“ umbenannt. Die bisherige Version MRJ90 wurde als M90 bezeichnet und sollte zu einem späteren Zeitpunkt zu einer größeren M200 für etwa 100 Passagiere weiterentwickelt werden. Die kleinere MRJ70 sollte umfassend überarbeitet und als M100 vermarktet werden.
Am 24. Juni 2019 verkündeten Mitsubishi Heavy Industries (MHI) und Bombardier, dass MHI das gesamte Programm des Bombardier Canadair Regional Jet einschließlich Zulassungen, Verkaufs- und Serviceorganisation für eine bessere Infrastruktur zum Vertrieb des SpaceJets in Nordamerika übernehmen wird.
Im November 2020 gab Mitsubishi bekannt, dass die Aktivitäten zur Entwicklung des SpaceJet „in einen Winterschlaf“ versetzt und eingefroren würden. Die kleinere M100 würde zu den Akten gelegt. Im Dezember 2020 gab das Unternehmen bekannt, die Belegschaft ab April 2021 um etwa 95 Prozent auf ein Minimum von etwa 150 Mitarbeiter zu reduzieren. Auch sollen keine Testflüge mehr stattfinden.
Im Februar 2023 wurde angekündigt, dass die Entwicklung des SpaceJet endgültig abgebrochen wird. Die durch die wiederholten Verzögerungen sowie durch die Covid-19-Pandemie ausgelösten, nun deutlich veränderten Marktbedingungen, bieten nun keine Möglichkeit mehr, ein Passagierflugzeuge mit weniger als 100 Sitzen profitabel zu vermarkten. Die bisherigen Entwicklungskosten des SpaceJet, die ursprünglich 150 Milliarden Yen (ca. 1 Milliarde Euro) betragen sollten, wurden von Mitsubishi bereits als Verlust von ca. 1 Billion Yen (ca. 7 Milliarden Euro) verbucht. Mitsubishi Aircraft Corporation, die Luftverkehrssparte des Mitsubishi-Konzerns soll in diesem Zusammenhang liquidiert werden. Im April 2023 wurde das Unternehmen im Rahmen der Auflösung in MSJ Asset Management Company umbenannt und die Website abgeschaltet.

### Liste der Programmverzögerungen
| Verkündung der Verzögerung | altes Datum der Indienststellung | neues Datum der Indienststellung | Grund der Verzögerung                                    |
| -------------------------- | -------------------------------- | -------------------------------- | -------------------------------------------------------- |
| 9. September 2009          | 2013                             | erstes Quartal 2014              | Konstruktionsänderungen                                  |
| 25. April 2012             | erstes Quartal 2014              | zweite Hälfte 2015               | Verzögerungen in Entwicklung und Produktion              |
| 22. August 2013            | zweite Hälfte 2015               | zweites Quartal 2017             | Probleme bei der Zusammenarbeit mit Zulieferern          |
| 24. Dezember 2015          | zweites Quartal 2017             | zweites Quartal 2018             | Umplanung des Zulassungsverfahrens                       |
| 20. Januar 2017            | zweites Quartal 2018             | zweites Quartal 2020             | Neuanordnung des Kabelsystems                            |
| 6. Februar 2020            | zweites Quartal 2020             | frühestens 2021                  | Verzögerungen in der Neuanordnung des Kabelsystems       |
| 30. Oktober 2020           | frühestens 2021                  | ungewiss                         | Veränderte Marktbedingungen in Zusammenhang mit COVID-19 |
| 6. Februar 2023            | ungewiss                         | keines, Projekt abgebrochen      | Veränderte Marktbedingungen in Zusammenhang mit COVID-19 |

## Flugerprobung
Das Testprogramm sollte etwa 3000 Flugstunden umfassen, von denen bis Ende 2017 1500 Stunden absolviert wurden. Ein Großteil der Flugerprobung fand am Grant County International Airport in Moses Lake statt, wo die Mitsubishi Aircraft Corporation u. a. einen Hangar und ein Ingenieurszentrum mit 150 Angestellten gebaut hatte. Vier Testflugzeuge wurden im Zeitraum von September 2016 bis April 2017 nach Moses Lake geflogen.

### Testflugzeuge
M90
| Reg    | Erstflug           | Aufgabenbereich                                        | Anmerkungen                                           | Bild |
| ------ | ------------------ | ------------------------------------------------------ | ----------------------------------------------------- | ---- |
| N/A    | N/A                | Bruchzelle für dynamische Belastungen                  | „Fatigue Test Aircraft“                               |      |
| N/A    | N/A                | Bruchzelle für statische Belastungen                   | „Static Test Aircraft“                                |      |
| JA21MJ | 11. November 2015  | Erstflug, Ausdehnung des Flugbereichs                  | erstes Testflugzeug                                   |      |
| JA21MJ | 11. November 2015  | Erstflug, Ausdehnung des Flugbereichs                  | Im März 2023 verschrottet                             |      |
| JA22MJ | 31. Mai 2016       | Funktionstests                                         | rotes Fensterband                                     |      |
| JA23MJ | 22. November 2016  | Flugeigenschaften, Avionik                             |                                                       |      |
| JA23MJ | 22. November 2016  | Flugeigenschaften, Avionik                             | schwarzes Fensterband (bis Juni 2017)                 |      |
| JA23MJ | 22. November 2016  | Flugeigenschaften, Avionik                             | All-Nippon-Airways-Bemalung (Juni 2017 bis Juni 2019) |      |
| JA23MJ | 22. November 2016  | Flugeigenschaften, Avionik                             | SpaceJet-Bemalung (seit Juni 2019)                    |      |
| JA23MJ | 22. November 2016  | Flugeigenschaften, Avionik                             | Im Frühjahr 2022 zerlegt                              |      |
| JA24MJ | 25. September 2016 | Kabine, Lärm, Vereisung                                | Original-Bemalung                                     |      |
| JA25MJ | N/A                | Bodentests                                             | All-Nippon-Airways-Bemalung                           |      |
| JA26MJ | 18. März 2020      | Testen des neuen Fly-By-Wire-Systems, Serienausführung | SpaceJet-Bemalung                                     |      |
| JA27MJ | N/A                | Testen des neues Fly-By-Wire-Systems                   | befand sich 2017 in der Endmontage                    |      |

M100
| Reg    | Erstflug | Aufgabenbereich    | Anmerkungen                   |
| ------ | -------- | ------------------ | ----------------------------- |
| JA28MJ |          | Zulassung des M100 | befand sich in der Endmontage |

## Konstruktion
Der Mitsubishi SpaceJet war das erste Flugzeug, für das der Getriebefan Pratt & Whitney PW1000G ausgewählt wurde. Die Kastenholme der Tragflächen bestehen gegenüber der ursprünglichen Planung nicht aus Verbundwerkstoffen, sondern aus Aluminiumlegierungen. Das Cockpit ist mit dem Pro-Line-Fusion System von Rockwell Collins mit vier 36 × 28 cm großen Bildschirmen ausgerüstet. Die Steuerung des Flugzeuges erfolgt durch ein Fly-By-Wire System.

## Varianten

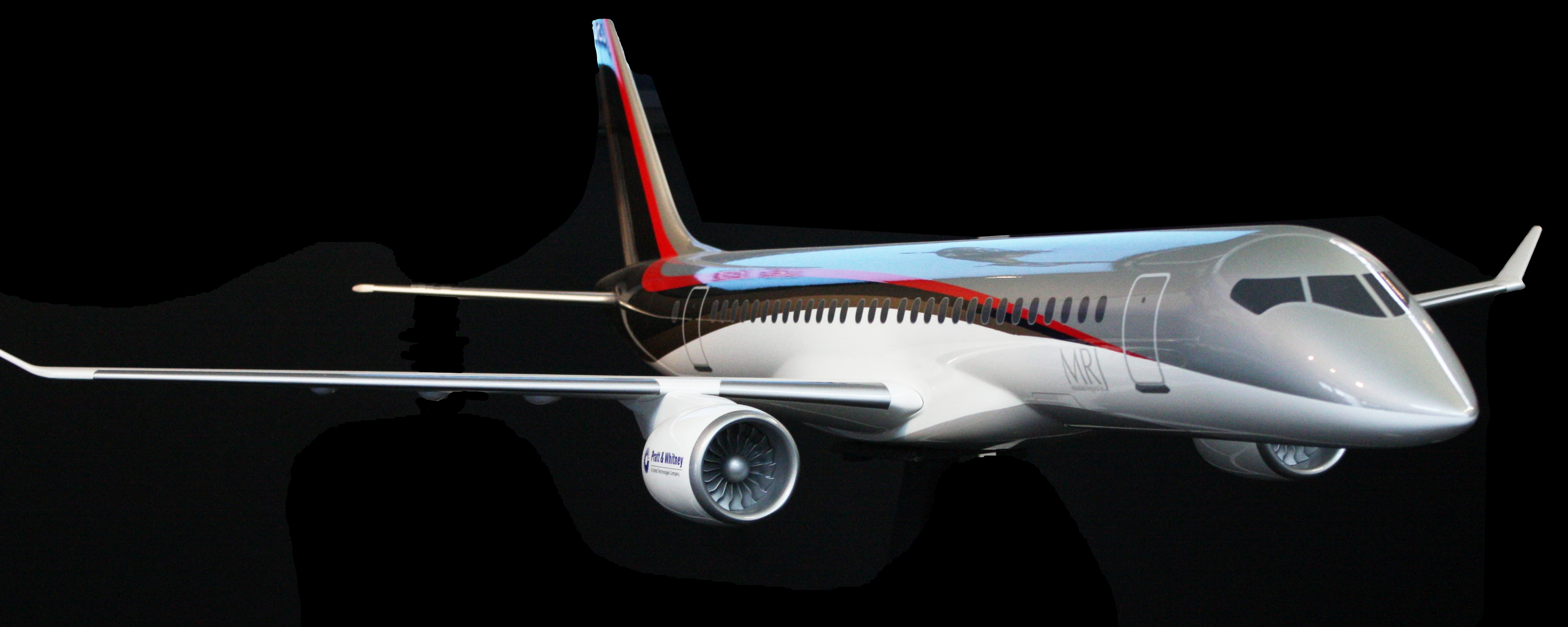
Modell der Variante M90 (damals MRJ90) auf der ILA 2010

Nach fast zwei Jahrzehnten Entwicklungszeit und mehrjähriger Verzögerung bei der Markteinführung wurde im Juni 2019 das bisherige Projekt Mitsubishi Regional Jet umbenannt in Mitsubishi SpaceJet. Mitac, wie auch Embraer mit der E175-E2, hatten fälschlich damit gerechnet, dass in den USA die Scope Clauses gelockert werden würden. Die gängigsten Beschränkungen (Startgewicht max. 39 t, max. 76 Passagiere) hätte die MRJ90 nicht einhalten bzw. die MRJ70 nur in enger 1-Klassenbestuhlung ausschöpfen können. Mehr als 70 % der festen Bestellungen und 85 % der Optionen kamen aber aus den USA und fallen unter diese Bestimmungen. Daraufhin hatte Mitac die Entwürfe überarbeitet und als SpaceJet M90, M100 und M200 neu vorgestellt.
Die geplante MRJ70 sollte 2022 auf den Markt kommen und soll durch die M100 ersetzt werden. Die MRJ70 war geplant für 76 Passagiere.
Die M90 (ehemals MRJ90) war im Zulassungsverfahren am weitesten fortgeschritten und wäre außerhalb der USA gut einsetzbar gewesen; sie sollte frühestens 2021 zugelassen und anschließend geliefert werden. Aus ihr sollte später die Variante M200 (ehemals MRJ100X) für ca. 100 Passagiere entwickelt werden.
Die M100 wäre eine um 1,1 m verlängerte M70, zusätzlich hätte die Kabine zu Lasten des Frachtraums um weitere 0,5 m verlängert werden sollen, um Platz für zwei zusätzliche Sitzreihen zu schaffen. Unter den Beschränkungen der Scope Clauses hätte so die maximal zulässige Sitzplatzzahl auch in einer 3-Klassenbestuhlung angeboten werden können. An den Fluggastraum sollten vorne und hinten zunächst die Ausgänge anschließen, erst danach sollten Galley und Toiletten folgen, so wäre eine platzsparende und flexiblere Gestaltung der Kabine möglich gewesen. Die Toiletten wären ausreichend geräumig gewesen, um auch Rollstuhlfahrern einfachen Zugang zu gewähren. Die Gepäckfächer über den Sitzplätzen wären vergrößert, um für jeden Fluggast einen 58 × 37 × 25 cm großen Rollkoffer unterbringen zu können. Der Fluggast hätte sich so das Einchecken des Gepäcks und die Fluggesellschaft das Handling des Fluggepäcks erspart und der Laderaum wäre weitgehend für Fracht genutzt worden. Die Tragflächen wären kürzer und Dank kleinerer Winglets auch leichter geworden. Die reduzierte Spannweite hätte erlaubt, den Flughafen von Aspen anzufliegen. Es wäre mehr Leichtbaumaterial (CFK und Lithium-Aluminium-Legierungen) als an der M90 verwendet worden und im weiteren Entwicklungsprozess hätte an einigen Strukturteilen (z. B. Flügelkasten) noch bis zu 15 % Gewicht eingespart werden sollen. Dadurch hätte eine mit 76 Passagieren voll besetzte M100 bei Beachten der Scope-Beschränkungen noch eine Reichweite von 2800 Kilometern gehabt.
Im Mai 2020 gab MHI bekannt, dass die Entwicklung der M100 aufgrund der COVID-19-Pandemie vorerst eingestellt und man sich auf die Zulassung der M90 konzentrieren werde. Ende Oktober wurde die vorläufige Einstellung des kompletten Programms bekannt. Eine Wiederaufnahme wurde im Februar 2023 endgültig ausgeschlossen.
Im März 2023 wurde damit begonnen, den ersten Prototyp auf dem Flughafen Moses Lake vollständig zu verschrotten.

## Bestellungen
| Datum            | Fluggesellschaft   | Bestellungen | Optionen | Anmerkungen                     |
| ---------------- | ------------------ | ------------ | -------- | ------------------------------- |
| 27. März 2008    | All Nippon Airways | 015          | 010      | Auslieferung frühestens ab 2021 |
| 17. Juli 2012    | SkyWest Airlines   | 100          | 100      | Auslieferung frühestens ab 2022 |
| 14. Juli 2014    | Air Mandalay       | 06           | 04       | Auslieferung frühestens ab 2022 |
| 28. August 2014  | J-Air              | 032          | 0–       | Auslieferung geplant ab 2024    |
| 16. Februar 2016 | Aerolease Aviation | 010          | 010      | Vertrag beendet                 |
| 12. Juli 2016    | Rockton            | 010          | 010      | Auslieferung geplant ab 2023    |
| Gesamt           |                    | 173          | 134      |                                 |

### Stornierungen
| Bestelldatum      | Fluggesellschaft      | Bestellungen | Optionen | Anmerkungen                                                  |
| ----------------- | --------------------- | ------------ | -------- | ------------------------------------------------------------ |
| 16. Juni 2011     | ANI Group Holdings    | 05           | –        | lediglich Absichtserklärung, im Mai 2013 storniert           |
| 14. Juli 2014     | Eastern Air Lines     | 20           | 20       | im Januar 2018 vom Nachfolgeunternehmen Swift Air storniert  |
| 27. Dezember 2010 | Trans States Airlines | 50           | 50       | im Oktober 2019 aufgrund der Programmverzögerungen storniert |
| Gesamt            |                       | 75           | 40       |                                                              |

## Technische Daten
| Kenngröße              | M90 (MRJ 90)                          | M100                                                            |
| ---------------------- | ------------------------------------- | --------------------------------------------------------------- |
| Erstflug               | 11. November 2015                     | –                                                               |
| Indienststellung       | vorgesehen für 2020 tatsächlich keine | –                                                               |
| Länge                  | 35,8 m                                | 34,5 m                                                          |
| Flügelspannweite       | 29,2 m                                | 27,8 m                                                          |
| Höhe                   | 10,3 m                                | 10,3 m                                                          |
| Rumpfbreite            | 2,96 m                                | 2,96 m                                                          |
| Kabinenbreite          | 2,76 m                                | 2,76 m                                                          |
| Kabinenhöhe            | 2,02 m                                | 2,02 m                                                          |
| Passagierkapazität     | 76–92                                 | max. 88 84 @ 79 cm USA: 76 (12 @ 91 cm, 12 @ 84 cm, 52 @ 76 cm) |
| Frachtvolumen          | 18,2 m³                               | 13,6 m³                                                         |
| Leermasse              | 21.700 kg                             | N/A                                                             |
| Treibstoffkapazität    | 12.100 l                              | 12.100 l                                                        |
| max. Startmasse (MTOM) | 42.800 kg                             | 42.000 kg USA: 39.008 kg                                        |
| max. Landemasse        | 38.000 kg                             | 36.200 kg                                                       |
| Triebwerkstypen        | 2 × Pratt & Whitney PW1217G           | 2 × Pratt & Whitney PW1217G                                     |
| Schubkraft             | 2 × 78,2 kN / 17.600 lbf              | 2 × 78,2 kN / 17.600 lbf                                        |
| max. Geschwindigkeit   | Mach 0,82                             | Mach 0,82                                                       |
| Reisegeschwindigkeit   | Mach 0,78                             | Mach 0,78                                                       |
| Dienstgipfelhöhe       | 11.900 m                              | 11.900 m                                                        |
| max. Reichweite        | 3.770 km                              | 3.540 km USA: 2800 km                                           |
| Startstrecke           | 1.740 m                               | 1.760 m USA: 1.550 m                                            |
| Landestrecke           | 1.480 m                               | 1.550 m                                                         |